# Can Casanoves (Riells del Fai)
Can Casanoves és una masia del terme municipal de Bigues i Riells, a la comarca catalana del Vallès Oriental, dins del territori del poble de Riells del Fai.
Està situada en el sector de ponent del terme, a l'esquerra del torrent de la Bassella i a la dreta del Tenes, prop i a ponent d'on s'uneixen aquests dos cursos d'aigua. És al nord-oest de Can Camp, a ponent de Can Mas, i al sud-est de Can Rector, que queda al costat mateix.